# Karl Lukesch
Karl Lukesch (* 1917 in Graz; † 1991 in Graden) war ebenso wie sein Bruder Anton Lukesch ein österreichischer Theologe, Missionar und Südamerikaforscher. 

## Leben
Karl Lukesch studierte Theologie an der Universität Graz und war danach in einigen Pfarren der Steiermark tätig, so als Provisor in Osterwitz von 1958 bis 1960. Bereits 1954 hatten er und sein Bruder Anton als Missionare unter den Indianern am brasilianischen Rio Xingu den Stamm der Asurini do Xingo und den der Araweté entdeckt, die bis dahin isoliert von der Zivilisation gelebt hatten. 1971 versuchten sie vor dem Bau der „Transamazônica“, friedliche Kontakte mit den dort lebenden Völkern herzustellen: „to contact one of the few really isolated and unacculturated societies that still survives in the modern world and to study, understand, and make known their aboriginal way of life represents the most cherished dream of every ethnologist“. Diese Expeditionen wurden auch als notwendige „Teilnahme“ gerechtfertigt, die wichtig war, um dramatische und tragische interethnische Konfrontationen zu vermeiden.
Nach seiner Missionstätigkeit übernahm Karl Lukesch eine Pfarrerstelle in Graden, in seinem Heimatland Steiermark.
Während seiner Jahre in Südamerika hatte er gemeinsam mit seinem Bruder eine Sammlung an Kulturobjekten (Keramiken, Werkzeuge, Waffen, Schmuck) zusammengetragen.
Diese Sammlung wurde 1982 vom Land Steiermark erworben und teilweise auch ausgestellt. Das Geld aus dem Verkauf wurde für den Aufbau einer Krankenstation in Südamerika verwendet. Die Sammlung von Anton Lukesch und dessen Bruder Karl wurde auch als Indianermuseum in das Stadtmuseum Köflach integriert. Mitte März 2020 wurde die Sammlung an Vertreter Brasiliens geschenkt. Anlass der Schenkung war, dass das Nationalmuseum in Rio de Janeiro 2019 einem Brand zum Opfer gefallen war, es erhielt damit einige neue Exponate. An die Schenkung war die Bedingung geknüpft, dass die ursprünglichen Besitzer am Rio Xingu über die Schenkung informiert wurden.